# Фалфјуријас (Тексас)
Фалфјуријас (енгл. Falfurrias) град је у америчкој савезној држави Тексас. Налази се у округу Брукс, чије је седиште. По попису становништва из 2010. у њему је живело 4.981 становника.

## Демографија
Према попису становништва из 2010. у граду је живело 4.981 становника, што је 316 (6,0%) становника мање него 2000. године.
| Група             | 2000.         | 2010.         |
| Белци             | 366 (6,9%)    | 350 (7,0%)    |
| Афроамериканци    | 13 (0,2%)     | 27 (0,5%)     |
| Азијати           | 7 (0,1%)      | 20 (0,4%)     |
| Хиспаноамериканци | 4.902 (92,5%) | 4.582 (92,0%) |
| Укупно            | 5.297         | 4.981         |